# Alexandr Sharápov
Alexandr Sharápov (en ruso: Александр Шарапов; Moscú, 6 de marzo de 1994) es un deportista ruso que compite en ciclismo en la modalidad de pista.
Ganó una medalla de bronce en el Campeonato Mundial de Ciclismo en Pista de 2019 y una medalla de oro en el Campeonato Europeo de Ciclismo en Pista de 2020, ambas en la prueba de velocidad por equipos.

## Medallero internacional
| Campeonato Mundial | Campeonato Mundial | Campeonato Mundial | Campeonato Mundial    |
| Año                | Lugar              | Medalla            | Competición           |
| ------------------ | ------------------ | ------------------ | --------------------- |
| 2019               | Pruszków (Polonia) | Medalla de bronce  | Velocidad por equipos |
| Campeonato Europeo |                    |                    |                       |
| Año                | Lugar              | Medalla            | Competición           |
| 2020               | Plovdiv (Bulgaria) | Medalla de oro     | Velocidad por equipos |

1. ↑  Compitió en la ronda de clasificación.